# Erdei pacsirta
Az erdei pacsirta (Lullula arborea) a madarak osztályának verébalakúak (Passeriformes) rendjébe és a pacsirtafélék (Alaudidae) családjába tartozó Lullula nem egyetlen faja.

## Előfordulása
Európában, Nyugat-Ázsiában és Észak-Afrikában él. Homokpuszták, fákkal tarkított dombok lakója.

## Alfajok
- L. a. arborea (Linnaeus, 1758) – költési területe észak-Spanyolország, Franciaország, dél-Anglia területeitől észak-Olaszországon és a Balkán északi részein keresztül nyugat-Ukrajnáig és nyugat-Oroszországig, télen délebbre költözik;
- L. a. pallida (Zarudny, 1902) – költési területe Európa déli és északnyugat-Afrika északi részétől Törökországon, a Kaukázuson és a Mediterrán keleti részétől Iránig és délnyugat-Türkmenisztánig, a keleti elterjedési területéről télen délnyugatra vándorol.

## Megjelenése
Testhossza 15 centiméter, szárnyfesztávolsága 27–30 centiméter. Testtömege 25–35 gramm.
Felső teste és szárnya fakó rozsdabarna, a farcsík inkább szürkésbarna. Feje tetején, dolmányán és vállain feketésbarna szárfoltok vannak.

## Életmódja
A nyíltabb, bokrosabb erdőket szereti, de kedveli a fasorokat, mezőket határoló erdősávokat is. Innen hangoztatja jellegzetes, lefelé menő trilláját.
Nyáron főleg rovarokkal és magokkal táplálkozik.
Kora ősszel Dél-Európába és Észak-Afrikába vonul, elsősorban Franciaországba, Olaszországba, illetve  a Földközi-tengeri szigetekre.

## Szaporodása

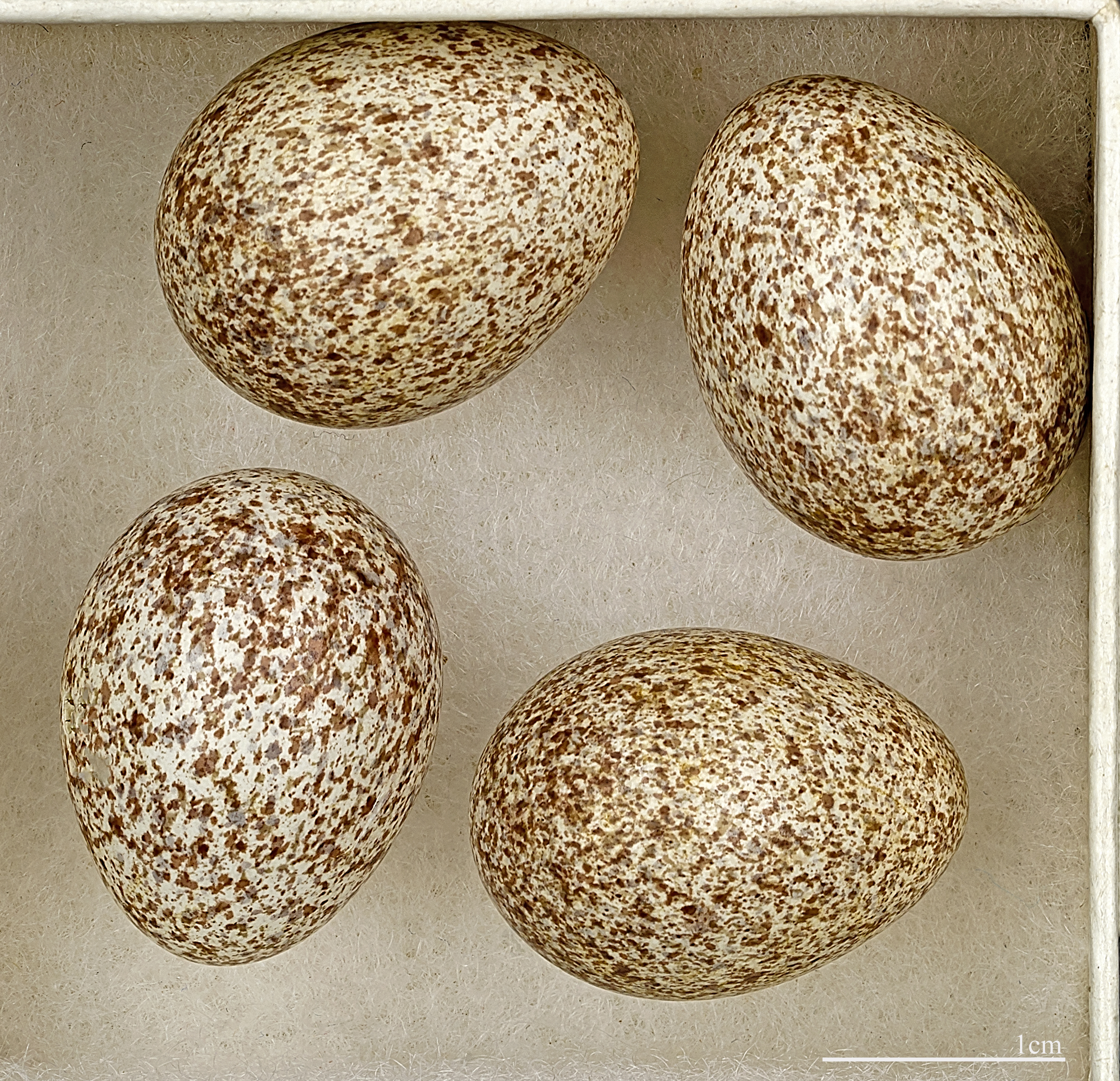
Tojásai

Fészkét apró, saját maga kaparta mélyedésbe rakja, száraz fűszálakkal, levelekkel és lószőrrel béleli. Fészekalja 3-6 tojásból áll, költési idő 15 nap. 
Évente többször is költ.

## Kárpát-medencei előfordulása
Magyarországon rendszeres fészkelő.

## Védettsége
Magyarországon védett, pénzbeli értéke 50.000 Ft.

## Fosszilis leletek
- Lullula balcanica (késő pliocén, Bulgária)[1]
- Lullula slivnicensis (késő pliocén, Bulgária)[1]
- Lullula minor (késő miocén, Polgárdi, Magyarország)[2]
- Lullula parva (pliocén, Csarnóta, Magyarország)[2]
- Lullula minuscula (pliocén, Beremend, Magyarország)[2]